# レバントの陶芸

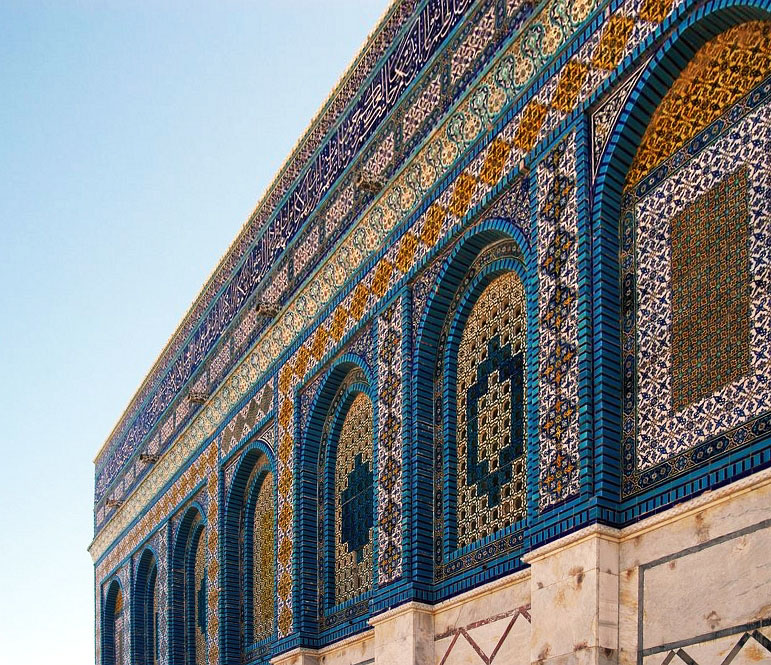
エルサレムの岩のドームのタイル

本項目ではパレスチナを中心とするレバントの陶芸について記述する。シリアやトルコ、パレスチナなどのレバント地域では先史時代から陶磁器が生産されている。 

## 来歴

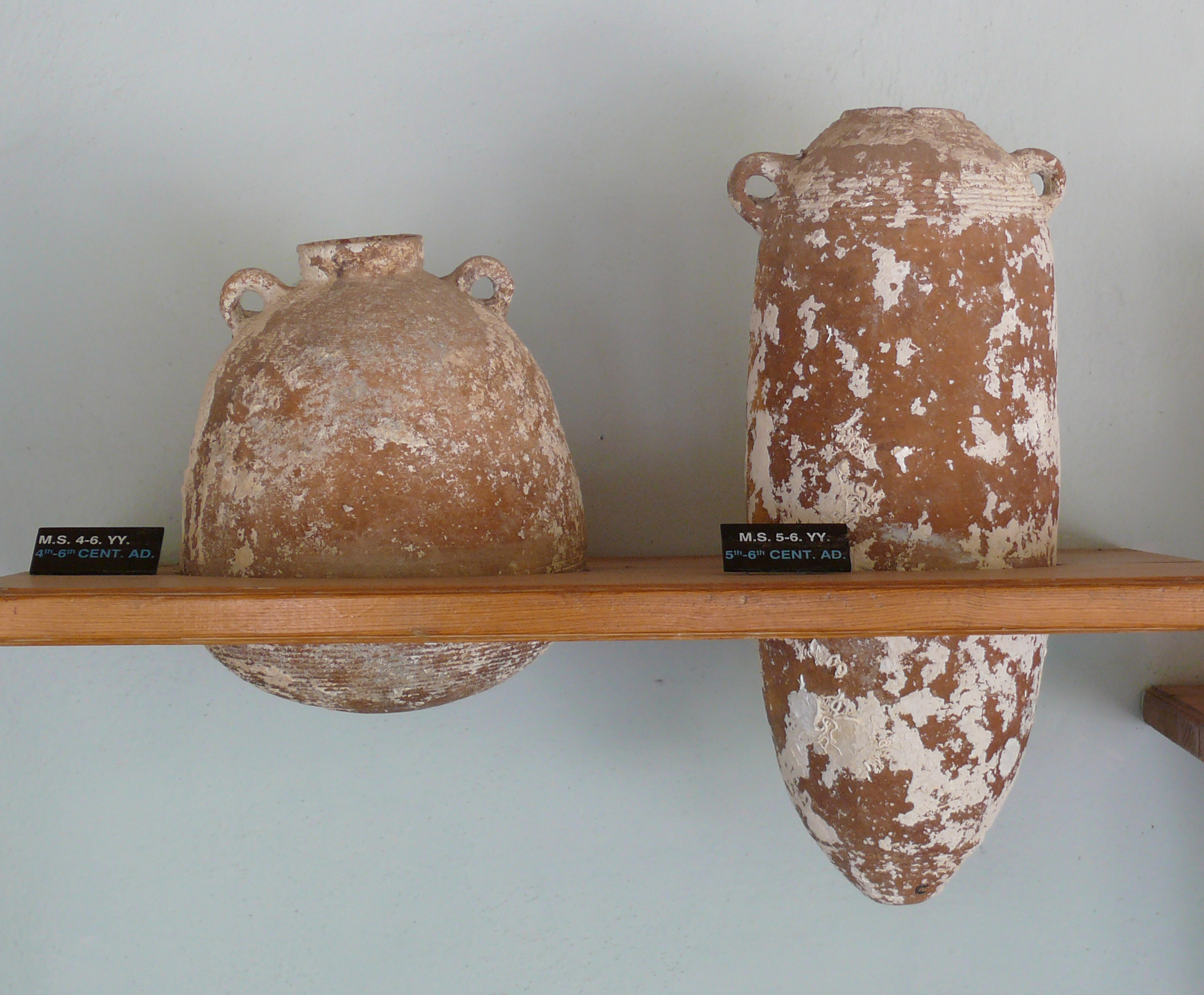
トルコのボドルム城にあるパレスチナのアンフォラ

### 新石器時代

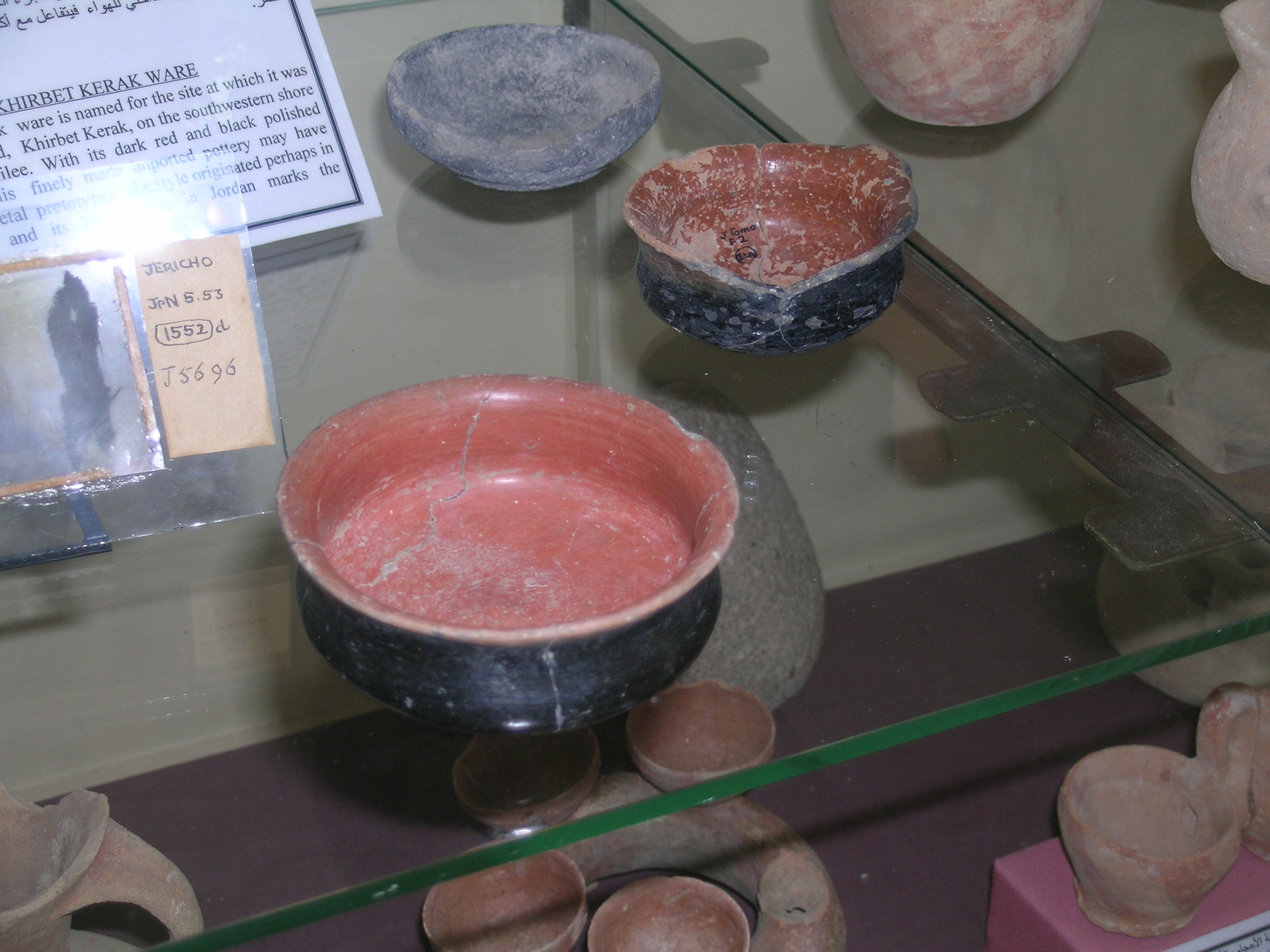
テルアビブで博物館に展示されているキルベット・ケラクの陶磁器

1990年代から始まった発見により、これまで考えられていたよりも前の時期に製陶の形跡があったことがわかり、新石器時代の陶器作りは紀元前7000-6700年頃には始まっていたのではないかと考えられるようになっている。こうした最初期の製陶の様式は学術論文では 'Initial Pottery Neolithic' と呼ばれており、製陶の痕跡がシリアとトルコのバリフ川流域にあるテル・サビ・アブヤドの遺丘やシリアのユーフラテス川付近であるテル・ハルラ、北レバントで現在のシリアのイドリブ県にあるエル・ルージュ盆地の遺跡などで見つかっている。

### 青銅器時代

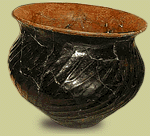
キルベット・ケラクの陶磁器

初期青銅器時代の陶器は前の時代の様式を引き継ぐものだったが、キルベット・ケラクなどで発見されている陶器からして、レバントの北ではコーカサスから移入された新しいタイプのものも作られるようになった。 

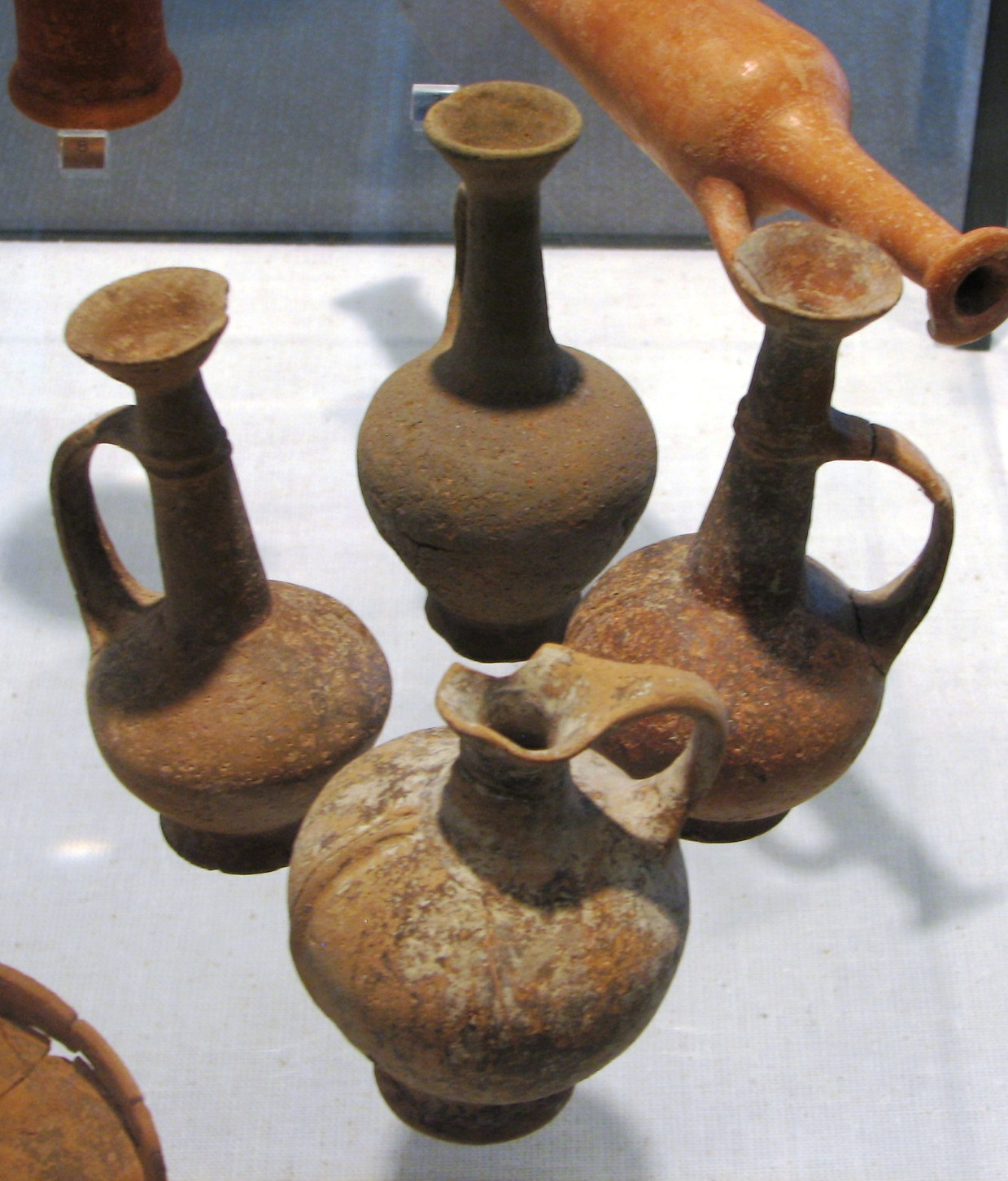
ハイファのヘクト博物館にあるベースリング陶器のビルビル水差し（紀元前1400-1200年頃）

青銅器時代終盤になると、キプロス島からレバント地域に輸入されたと思われるものの中からベースリング、ホワイトスリップ、モノクローム、ホワイトシェイヴド、ホワイトペインテッド、ブッケロなどと呼称されているさまざまなスタイルの手作り陶器が現れ、そのうちモノクローム、ベースリング、ホワイトスリップが最もよく使われていた。この種の陶器は実用性が高いというよりは装飾的な声質を持っていたと考えられている。「ビルビル水差し」("Bilbil juglets") はベースリング陶器の一例であり、陶製で首が細長い。考古学者の推定によると、容器の形がひっくり返したケシに似ている他、このスタイルの水差しの一部から阿片の薬の痕跡が見つかっているため、ビルビル水差しは阿片取引に用いられていた可能性もある。 

南レバントの新石器時代における窯業分布

### 古典古代
ガリラヤ地域でよく使われていた台所用品は主にケファル・ハナニヤで作られており、ここで作られた "Kefar Hananya I CE type" という容器は「ガリラヤのボウル」("Galilean bowl") とも呼ばれている。レバントでは多くの地域で小規模に生産されていた粗磁器と精磁器のネットワークがあり、この祖磁器取引もそうしたもののひとつであった。

### 中世アラブ
中世のアラブ人がレバント地域で作った陶磁器については、それ以前の時代と連続性のあるデザインが見受けられる一方、取っ手などについては現代までつながるようなデザインの器が使われている例も見つかっている。 

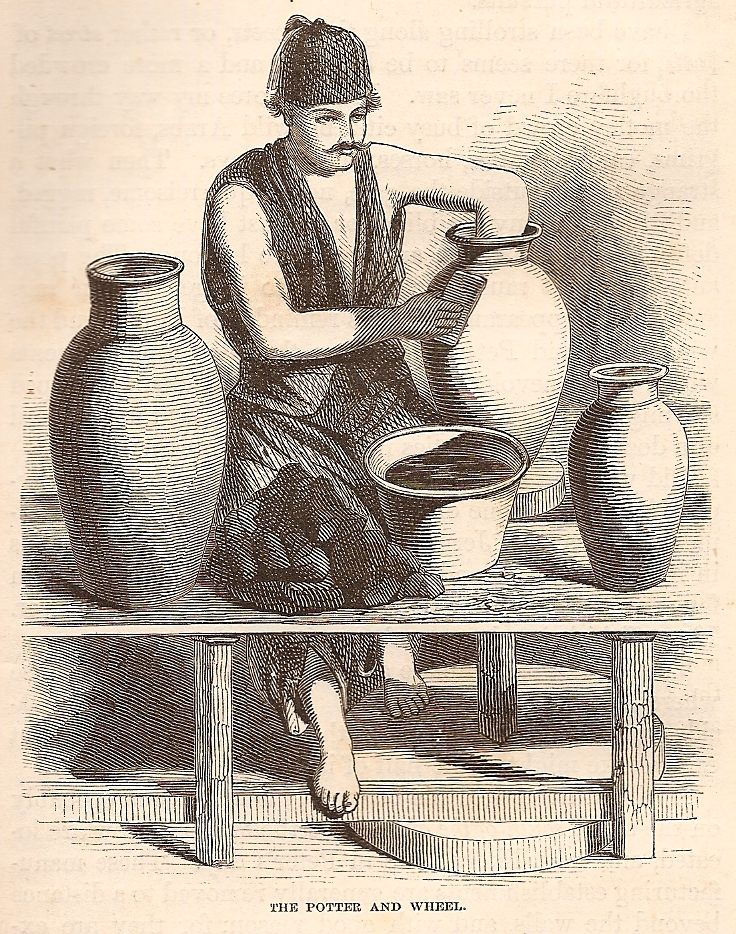
陶芸家とろくろ（ジャファ、1859年頃、Thomson, p. 282)

## 現代
現代パレスチナ、とりわけ1948年にイスラエルができる以前に作られた鍋類、ボウル、水差し、カップなどは形、構造、装飾などの点で古代の器に似ている。ロイヤルオンタリオ博物館近東考古学部門のウィニフレッド・ニードラーはPalestine: Ancient and Modern (1949) にて、この継続性は「陶芸家の技が何世紀もの間いかに伝統を強く固く保持しているか」を示していると述べた。ニードラーは使用されている粘土の成分が古代のものと同じであり、形や焼成、絵付けなども似ていることを指摘している。R・A・スチュワート・マカリスターも著書である The Excavation of Gezer (1912) でパレスチナ陶芸のスタイルの継続性を指摘している。 
ラマッラーの器は薄肉でピンクがかったくすんだ色の手製陶器であり、単純な幾何学模様や植物のデザインが赤で描かれている。他の陶器はろくろで作られ、ほとんどは装飾もないが、しばしば光沢のある黒い釉薬が使われ、明るい赤で荒削りな模様があることがある。
パレスチナ文化交流協会 (PACE) は料理用鍋、水差し、マグ、皿など、エル・ジーブ（ギデオン）、テル・ベイティン（ベテル）、シンジルといった歴史ある村の男女が作った伝統的な陶器のコレクションを作っている。こうした器は手製であり、古代同様、密封しない炭を使った窯で焼く。
パレスチナの磁器は伝統的にヘブロンなどの町で一族が所有する工場で作られている。幅広い種類の色鮮やかな手描きの皿、花瓶、壁掛け装飾品、タイル、カップ、瓶、額入りの鏡などが作られており、複雑な花やアラベスクの模様で知られている。
ラマッラー出身で粘土彫刻を作るパレスチナの芸術家であるヴェラ・タマリはパレスチナの歴史に触発され、丘などで見つかる古い器の粘土の破片を作品に組み込んでいる。ナーブルスの芸術家であるディナ・ガザルは抽象的なアプローチをとっており、粘土の使い方に関する伝統的な考え方に挑戦したいと考えている。

## ギャラリー

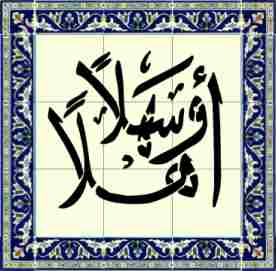
アラビア書道で文字が書かれた磁器
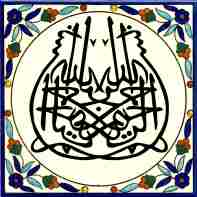
アラビア書道で文字が書かれた磁器
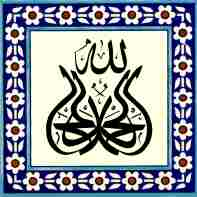
アラビア書道で文字が書かれた磁器
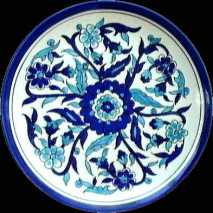
磁器の皿
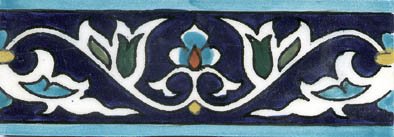
タイルのへり
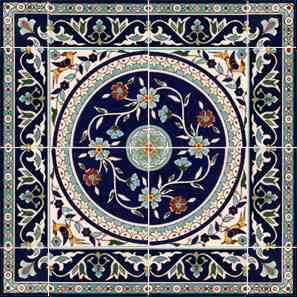
磁器タイル

## 関連文献
- Coldstream, Nicolas, and Amihai Mazar. 2003. "Greek Pottery from Tel Reḥov and Iron Age Chronology." Israel Exploration Journal 53 (1): 29–48.
- Hayes, John W. 1997. Handbook of Mediterranean Roman Pottery. Norman: University of Oklahoma Press.
- Luke, Joanna. 2003. Ports of Trade, Al Mina and Geometric Greek Pottery In the Levant. Oxford: Archaeopress.
- Peacock, D. P. S. 1982. Pottery In the Roman World: An Ethnoarchaeological Approach. London: Longman.
- Peña, J. Theodore. 2007. Roman Pottery In the Archaeological Record. Cambridge (UK): Cambridge University Press.
- Robinson, Henry Schroder. 1959. Pottery of the Roman Period: Chronology. Princeton, NJ: American School of Classical Studies at Athens.